# Буддийская этика
Буддийская этика — система нравственных предписаний буддизма. Нравственность является одним из «совершенств» (парамит) — качеств бодхисаттвы, рекомендуемых адептам буддизма как психопрактики для духовного совершенствования и освобождения. Буддизм относится к так называемым этическим религиям. Будда и его учение оказали огромное влияние на духовную жизнь Востока.
Далай-лама XIV писал, что «в буддизме любая теория создаётся главным образом для того, чтобы дать ответ на этические вопросы, которые можно рассматривать лишь в отношении высших форм жизни». К таковым относятся только «чувствующие существа». Растения, одноклеточные и прочие организмы, не обладающие психикой, под категорию «чувствующие существа» не подпадают.
В основе буддийской этики лежит принцип невреждения (ахимса), а также понятия «благое» (кушала) и «неблагое» (акушала):
- Неблагое — зло, зловредные деяния (негативные кармы) и их источник[7] — корни неблагого: алчность (лобха), враждебность (двеша) и невежество (моха)[8]; то, что приносит вред живым существам[5], причиняет вред творящему зло как в этой его жизни, так и в будущем: ведёт к его перерождению в аду (нарака, IAST: naraka), ненасытным духом (прета, IAST: preta; тиб. — «бирит») и животным. В буддизме зло не является абстрактным понятием, оно конкретизировано в нескольких учениях. Во-первых, это омрачения ума (клеша), во-вторых, пять беспределов, в-третьих, десять зловредных деяний[7].
- Благое — благо, благие деяния (позитивные аспекты кармы) и их источник[6] — корни благого: не-алчность (алобха), не-враждебность (адвеша) и не-невежество (амоха, отказ от аффективного упорства в ложных воззрениях)[8]; отказ от причинения вреда живым существам[5]; то, что создает благоприятные условия для духовного совершенствования в данной жизни, а также ведёт к благоприятным рождениям в будущем[6]. В махаяне различают две разновидности нравственности: добродетель воздержания от неблагого (нивритти-шила) и положительная добродетель совершения благого (правритти-шила)[9].

Важно отметить, представления о добре и зле носят обычно культурно-обусловленный характер. Например, в большинстве цивилизаций одобрялась воинская доблесть, проявляемая в захватнических войнах. Также имело место убийство по идеологическим мотивам под воздействием ложных воззрений (моха). К этой категории относятся и убийства, совершаемые по религиозным предписаниям. В частности, ритуал жертвоприношения животных. К неблагим действиям из ложных воззрений и аффекта неприязни (двеша) относится убийство живых существ, признанных обществом «вредными», и уничтожение которых одобряется (змей, скорпионов, насекомых, грызунов и т. п.). Еще пример — убийство животного на почве алчности (лобха) с целью добыть какую-либо часть его тела (мясо, мех, органы). Кроме этого, имеют место узаконенные государством разные способы присвоения чужой собственности, обогащения за счет других, санкционирование войн, охоты, казни преступников. Однако социально-обусловленные представления о добре и зле зачастую не соответствуют критериям, по которым функционирует карма. С точки зрения буддизма, приведённые примеры являются неблагими поступками, совершёнными из ложных воззрений и эгоистической мотивации. Разделение намеренных действий на благие (достойные) и неблагие не зависит от человеческих оценок, благое и неблагое не могут произвольно меняться местами, поскольку неотъемлемое свойство неблагих действий — порождать страдания (дуккха).
Буддолог А. Берзин, подчеркивая, что понятия «добродетельное» и «недобродетельное» подразумевают вынесение морального суждения, а также награду и наказание «свыше», что в буддизме не предполагается, предпочитает термины «действия конструктивные, созидательные» и «действия деструктивные, разрушительные».

## Философское обоснование нравственности
Классик буддологии академик Ф. И. Щербатской любил приводить цитату немецкого философа И. Канта, которая выражала убеждения широкого круга образованных европейцев:
«Три главные идеи являются достоянием всякой религии: бытие Бога, бессмертие души и свобода воли; без них не может быть построено учение о нравственности». 
Однако, отмечал Щербатской, на Востоке возникла религия, представляющая собой высочайшие идеалы доброты, любви, духовной свободы и нравственного совершенства, в которой нет идеи Бога-Творца, отрицается существование души и свободы воли: всё, что живёт и движется находится под властью причин и следствий. И эта религия — буддизм, где имеют место иные способы обоснования нравственности.

### Отсутствие Бога-творца
Идея божественного творения отвергается буддизмом по целому ряду причин — в том числе и этической: всемогущий и благой Бог не мог бы сотворить мир, суть которого — страдания живых существ. Буддийская космология описывает психокосм, который не создан. Космическое время циклично и безначально. Существует неизмеримое множество миров, параллельных нашему, и причина существования миров — энергия совокупной кармы существ предыдущего вселенского цикла. В основе кармической активности живых существ лежит фундаментальное заблуждение относительно природы реальности, формирующее эгоцентризм, влечение и привязанность. Таким образом, мир творится не Богом, а невежеством и жадностью живых существ.
Буддизм, где нет концепции всемогущего Бога, правителя вселенной и судьи, наказывающего за грехи, но прощающего, если покаяться, учит человека брать всю ответственность за свои мысли и поступки, воспитывая осознание того, что определяют будущее человека только эти мысли и поступки, а не оценка и воля сверхъестественного существа.

#### Иллюзорность воспринимаемого бытия
Реальность мира считается главным предрассудком, который необходимо преодолеть, чтобы вырваться из цепи перевоплощений и смертей. Эдвард Конзе отмечал, что «позиция буддистов относительно отвержения мира во всех его проявлениях более радикальна, чем та, которую мы замечаем у многих христиан».

### Отсутствие души
Будда видел в отрицании души главную черту и превосходство своего учения. По его мнению, признание существования души и личности не только не способствовало обоснованию нравственности, но и являлось препятствием для этого. Там, где есть представление «личность», «я», там есть и представление «собственность», «моё». А где есть личная собственность, возникают любовь к ней и привязанность, что есть корень всякого зла — неблагих действий и несправедливости. Именно чувство «я» и возникающая из него привязанность к «я» суть источник всех прочих привязанностей, влечений и страстей — всего того, что образует омраченную аффективность (клеши), затягивающую живое существо в трясину сансарного существования. Позитивный сотериологический смысл учения о несуществовании души (анатмавада), «самости», «я» заключается в разрушении эгоцентрической установки сознания (виджняна) в отношении ко всему происходящему. Будда считал, что подобное отношение препятствует ви́дению вещей такими, каковы они в действительности (ятха-бхутам).
Однако в связи с тем, что в буддизме признается закон кармы и перерождение (пунарбхава), возникают вопросы относительно моральной ответственности:
- Если нет души (анатман), то тождественны ли агент действия (кармы) и субъект, пожинающий плоды воздаяния (пхала)?
- Если души нет, то кто перерождается?

Буддийское решение этой проблемы заключается в следующем. На место атмана (стабильного Я) как неизменного самобытия Будда поставил сам процесс изменения в виде континуума дхарма-элементов (сантана), чередование которых подчинено закону взаимозависимого возникновения (пратитья-самутпада). На место единства и тождества субъекта перерождения он поставил единство и тождество серии дхарм. Перерождение интерпретируется в буддизме как радикальная перегруппировка дхарм данного континуума, что выражается эмпирически в появлении нового живого существа. Характеристики рожденного существа обусловлены совокупной кармой и конфигурацией дхарм умершего существа, принадлежащего к данному континууму. Таким образом были подведены основы для решения двух других проблем, которые игнорировались в брахманизме. Во-первых, объяснялись изменения человеческой личности, её моральное совершенствование или деградация. Во-вторых, объяснялся механизм моральной ответственности индивида не только в виде лучшего или худшего перерождения, как она понималась в конкурировавшем с буддизмом идеологически брахманизме, но и как состояние индивида в каждое мгновение его настоящей жизни.

### Ограниченность свободы воли
Следует уточнить, что абсолютное отсутствие свободы воли предполагает жесткий детерминизм, при котором причина A порождает следствие B при любых условиях. Однако в буддийском учении говорится о многофакторности и сложности причинно-следственных отношений.
Классическая двенадцатизвенная формула взаимозависимого возникновения (пратитья самутпада), или колесо становления (бхавачакра), включает следующие звенья (ниданы):
1. неведение (авидья) относительно Четырёх благородных истин обуславливает:
2. кармические импульсы (самскара), которые обуславливают:
3. сознание (виджняна), которое обуславливает:
4. психо-физический комплекс индивида (нама-рупа), и так далее до 12-го звена — старости и смерти.

Самскара (звено 2) — это активировавшиеся кармические следы (васана), создаваемые в прошлых жизнях целенаправленными действиями (карма), обусловленными неведением (авидья, звено 1). Связь между действием (карма), оставляющим след (васанна), и результатом, кармическим импульсом (самскара, звено 2), обеспечивается процессом созревания (випака).
В Палийском каноне, в Самьютта никае (II. 214), Будда утверждает, что не всё, переживаемое человеком, вызвано прошлыми деяниями (кармой). И перечисляет «некармические» факторы, среди которых, наряду с желчью, флегмой, ветром, гуморами, временами года, случайностью, называет созревание прошлой кармы и «внутренние обстоятельства».
Созревание (випака), связывающее действие и результат, отнесено к «некармическим факторам» потому, что на эту связь действуют множество факторов, которые могут ее ослабить, модифицировать или вообще прервать. Причем практически невозможно определить, какой из множества факторов сыграл роль решающего условия возникновения данного кармического импульса (самскара, звено 2). Таким образом, процесс созревания (випака) прошлой кармы играет в буддизме роль фактора, ослабляющего кармический детерминизм.
Далее. Согласно определению психо-физического комплекса (нама-рупа, звено 4), которое дается в Ангуттара никае (113), воление (четана) является одной из психических функций (нама), входящей в психо-физический комплекс (нама-рупа). Связь между стимулом, результатом кармы, и реакцией, волением (четана), также предполагает сложное отношение, на которое воздействует множество факторов. Воздействие внешних факторов влияет на «некармический фактор», обозначенный в вышеупомянутой Самьютта никае (II. 214) как «внутренние обстоятельства», к которым относится элемент инициативы (арабддха дхату), также ослабляющий причинно-следственный детерминизм.
Таким образом, в отношения «действие — результат», «стимул — реакция» вмешивается третий фактор: условия первого и второго отношений. По мнению российского буддолога В. Г. Лысенко, «детерминизм в буддийской концепции причинности хотя и имеет место, но является довольно „мягким“, допуская вариативность причинно-следственных отношений».
Надо отметить, что свобода выбора понимается в буддизме как возможность сознательного отношения к выбору религиозного пути.

## Общие сведения об этике буддизма
В раннем буддизме имели место четыре уровня этических наставлений, связанные с четырьмя степенями духовного прогресса:
1. Правила поведения для обычных людей (путхудж-джана) — панча шила: не убивай, не кради, не прелюбодействуй, не лги, не употребляй спиртного. Эти заповеди не носят принудительного характера, связанного с угрозой «внешней» кары. Будда взывал не только к совести, но и здравому смыслу, подводя своих слушателей к пониманию, что следование данным принципам создаёт благоприятные условия для личной и социальной гармонии.
2. Система правил поведения в миру для членов сангхи (монахов), изложенная в «Пратимокше» и «Кхандхаке».
3. Общие методы самотренировки, предписанные членам сангхи, ведущие к разным уровням освобождения от сансары: 1) сотапанна («обретение слуха», «вхождение в поток»), 2) сакадагамита («возвращение единожды»), 3) анагамита («безвозвратность»).
4. Методы самотренировки, направленные на достижение высшей цели буддийской практики — архатства.

Первые два уровня наставлений регламентируют внешнее поведение. Более высокие уровни касаются методов работы над собой и непосредственно духовного прогресса: самоограничение, упражнения по контролю чувств и по концентрации внимания, понимание и реализация буддийских доктрин. В «Саманнапхала-сутте (Сутре о плодах подвижничества)» изложен нормативный перечень добродетелей, которые являются религиозными заслугами (пунья) для членов сангхи. Эти добродетели делятся на три группы: «телесные» (кайика), «речевые» (вачасика), «ментальные» (манасика).
1. Оказание почестей и знаков уважения братьям-бхиккху.
2. Упражнения в добродетелях из списка шила: доброта и сострадание ко всем живым существам, честность, правдивость, целомудрие, миролюбие, вежливость, доброжелательность речи, воздержание от излишеств (12 видов), недопустимость обмана и насилия, непричинение вреда, ненакопительство сокровищ (7 видов), неношение богатой одежды (20 видов) и украшений (27 видов), непосещение зрелищ (26 видов), неучастие в играх (18 видов) и в пустых разговорах (27 видов), отказ от грубой речи и софистики, недопустимость трюков и магии, отказ от зарабатывания на жизнь «низкими искусствами» — прорицаниями, пророчествами, астрологией, сватовством, заклинаниями, идолопоклонством, предсказанием войны, её результатов, голода, чумы.
3. Уверенность в себе и отсутствие страха, вытекающие из осознания правильности своих действий.
4. Привычка оберегать «двери своих чувств» (пять видов ощущений и ум), самоконтроль.
5. Постоянная интроспекция (сати).
6. Умение довольствоваться малым.
7. Освобождение от пяти аффектов: гневливости, лживости, лени, суетности, нерешительности.
8. Всеохватывающая радость и умиротворённость.
9. Практика четырёх дхьян (уровней сосредоточения).
10. Знание-вѝдение (ньяна-дассана).
11. Способность проектировать ментальные образы.
12. Шесть видов сверхзнания: небесный слух (восприятие небесных звуков), телепатия, сверхобычные способности (риддхи), божественный глаз, ретрокогниция (знание предшествующих рождений), знание об уничтожении аффектов.
13. Реализация четырёх арийских истин — разрушение аффектов, достижение архатства.

Все пункты данного перечня, за исключением последнего, могли бы войти в «моральный кодекс индийского аскета», если бы таковой был создан. Однако буддизм несколько сместил приоритеты. Принципы любви и сострадания ко всем живым существам были характерны и для других аскетических общин, но именно буддизм поставил их в центр своей этики.
Добродетель в раннем буддизме ориентирована больше на непричинение зла, чем на активное делание добра. Это объясняется тем, что буддисты придавали бо́льшую важность нравственной мотивации по сравнению с нравственным действием. Также буддийская этика, как светская, так и монашеская, имела довольно прагматичный характер: эмпирическое и теоретическое познание истины совпадало с пользой для духовного развития и окончательного освобождения.
Исследователи раннего буддизма не имеют единого мнения о том, чего в буддийской добродетели больше — «разумного эгоизма» или альтруизма. Буддийские источники дают свидетельства как в пользу первого («будьте сами себе светильниками»), так и в пользу второго (принципы «анукампа» — сочувствие людям умеренных способностей, «метта» (пали: «дружественность») и «каруна» (пали: «понимание», «сочувствие», «сострадание») — декларируемые «любовь Будды» и сострадание ко всем живым существам). Скорее всего, ранние буддисты не осознавали альтернативу эгоизма-альтруизма, и не видели принципиальной разницы между действиями для себя и действиями для других. Это соответствует важному буддийскому принципу «сарва атмата» — отношению ко всем живым существам как к самому себе.
Подобная «эго-альтруистическая» этика имеет под собой и более фундаментальные мировоззренческие принципы: учение об отсутствии атмана («самости», «души», «я») и о зависимом возникновении (пратитья-самутпада). Если индивид представляет собой лишь группу скандх, существующих и взаимодействующих по закону взаимозависимого возникновения, то содержание внутреннего опыта не является чем-то изолированным от окружающего мира. Всё переплетено в сложной сети взаимозависимостей и взаимообусловленностей, разграничение на «внешнее» и «внутреннее» расплывчато, условно. Все явления в мире, включая нас самих, есть лишь поток элементов-дхарм. Поэтому происходящее с одним индивидом взамосвязано со всем остальным миром, и не может быть безразлично другим индивидам.
Из этого мировоззрения вытекает буддийское представление о том, что очищая свою психику от аффектов (клеш) и изменяя себя, можно в некоторой степени изменять мир.
В буддизме махаяны ситуация выглядит по-иному. Там центральной фигурой становится бодхисаттва — существо, достигшее освобождения, но откладывающее свой уход в нирвану ради спасения других. Этика в махаяне приобретает ярко выраженный альтруистический характер. В махаяне считается, что для духовного совершенствования надо взрастить в сознании «три корня»:
1) бодхичитта,
2) полная чистота намерений и усилий воли,
3) полный отказ от «я» и «моё».
Бодхичитта — это сознательное решение достичь просветления ради освобождения всех живых существ от духкхи (неудовлетворённости, страдания). «Опору» махаянского пути составляют каруна (сострадание) и праджня (мудрость). Сострадание без мудрости слепо, а мудрость без сострадания пассивна. В махаянской литературе в качестве символа единства мудрости и сострадания используются два крыла птицы. Движимый состраданием ко всем живым существам и опираясь на мудрость, бодхисаттва получает возможность. помогать существам освобождаться от пут сансарного существования и достигать нирваны. Такая помощь может заключаться в психологических уловках и других искусных средствах (упая), соответствующих разным типам умов и уровню их понимания.

Сострадание бодхисаттв имеет религиозный, сотериологический характер. Однако это не исключает и обычного мирского милосердия. Индийский мыслитель и поэт VIII в. Шантидева в трактате «Бодхичарья-аватара» описывает сострадательный аспект пути бодхисаттвы:
«Нисколько не жалея,
Отдаю я тело свое, вещи
И все добродетели трех времен

На благо всем существам.»
Используя яркие образы, Шантидева пишет о стремлении быть лекарем и лекарством для страждущих, сиделкой у постели больного, дождем яств и напитков для голодных, неистощимой сокровищницей для бедняков, защитником для беззащитных, проводником для странствующих, мостом или лодкой для желающих оказаться на том берегу, островом для жаждущих увидеть сушу, светочем для жаждущих света, ложем для изнуренных, слугой для нуждающихся в служении, чудодейственным камнем, действенной мантрой, о многообразных формах служения «животворной силой для неисчислимых существ».
В то же время, буддийское сострадание лишено привязанности к сансарному потоку, и иногда может казаться несколько суровым и жёстким. Будда сострадает, не утешая, но нацеливая на преодоление страданий через осознание и изменение себя (например, известная притча о женщине с умершим ребёнком и о горчичном зерне).

### Кодекс этики в тхераваде
Вступить в тхеравадинскую общину в качестве послушника (пали — «саманеро») может любой человек, достигший шести лет. Полноправным членом общины — бхиккху — можно стать с 21 года. В ряде стран, где распространён буддизм, монастыри рассматриваются как своего рода школы и университеты, в которых дети получают образование. Впоследствии многие возвращаются домой, не принимая сана бхиккху (полноправного члена общины — монаха) и ведут жизнь мирян. Миряне (упасака и упасика) берут на себя обязательство соблюдать пять буддийских правил нравственности (пали: «панча сила», санскр.: «панча шила»).
С 10 лет многие становятся послушником (пали: саманера — сын аскета). Послушники принимают десять обетов: 1) не убивать, 2) не воровать, 3) не прелюбодействовать, 4) не лгать, и не допускать осквернения речи злословием и т. п., 5) не употреблять спиртного, 6) не есть после полудня, 7) не петь, не танцевать, не посещать зрелищ, 8) не носить украшений, не употреблять косметику и парфюмерию, 9) не сидеть на высоких и роскошных сидениях, 10) не брать золота и серебра. Также послушники обязаны изучать под руководством наставника Дхамму (Учение Будды), винаю (устав буддийского монаха) и готовиться к посвящению (упасампада).
В возрасте двадцати одного года саманера может пройти обряд посвящения, и стать полноправным членом сангхи (бхиккху). Монахи соблюдают 227 обетов, изложенных в Пратимокше (пали: патимоккха, «то, что способствует освобождению»). Посвящаемый в монахи должен быть свободен от долгов и социальных обязательств и получить согласие родителей (если они есть).
Женская монашеская община, принадлежащая к линии буддийской школы тхеравада, прекратила существование в XI веке. В отличие от монахов-мужчин, делящихся на две категории по уровню посвящения, женщины, уходившие в монашескую жизнь, делились на три категории:
Саманери — женщины, получившие неполное монашеское посвящение и взявшие на себя 10 обетов (см. выше 10 обетов саманеры).
Сиккхамана — женщины, занимающие промежуточный статус между саманери и бхиккхуни.
Бхиккхуни — монахини, получившие полное монашеское посвящение и взявшие на себя 311 основных обетов, изложенных в Бхиккхуни винае, и 8 дополнительных обетов (гарудхаммы).
В наше время существуют новообразованные сообщества для женщин, желающих посвятить жизнь углубленной религиозной практике. Поскольку линия рукоположения, идущая от Будды, прервалась и в силу отсутствия линии преемственности, статус этих женщин не определен. De jure они являются мирянками, de facto соблюдают 10 обетов саманери, бреют головы и носят специальную одежду белого цвета, в отличие от шафрановой одежды монахов-мужчин.

### Кодекс этики в тибетском буддизме
Буддизм в Тибете сформировался как синтез идей махаяны и ваджраяны. Согласно пояснениям Далай-ламы XIV, «тибетцы практикуют Винаю в соответствии с традициями сарвастивадинов, тогда как в ряде других стран, например в Шри-ланке, следуют традициям стхавиравады. Между ними не существует больших различий, и они отличаются только в части исчисления и соблюдения или несоблюдения второстепенных правил». В тибетском буддизме все советы, касающиеся этики, данные Буддой Шакьямуни, собраны в своде правил, называемом по-тибетски «Дулва». Существуют разные уровни обязательств в практике и разная глубина на Пути отречения и посвящений:
Генин (тиб.) — мирянин, принявший пять обетов (санскр.: панча шила).
Рабджунг и рабджунгма — первый очень важный шаг к посвящению себя религиозной жизни монаха/монахини. На этом уровне принимаются 8 обетов: 1) не убивать, 2) не красть, 3) соблюдать целомудрие, 4) не лгать, 5) не употреблять алкоголь (и любые другие одурманивающие вещества), 6) сменить одежду на монашеские одеяния, 7) сменить имя (получить новое), 8) изменить ум (отказаться от обывательских забот и стремлений).
Гецул и гецулма — послушник, «новичок», хотя послушничество как таковое начинается уже с рабджунга. Данный уровень насчитывает 36 обетов, которые можно принимать в возрасте 13—14 лет.
Гелонг и гелонгма (соответствует санскр. бхикшу, бхикшуни) — монах, монахиня. Полностью посвящённый монах принимает 253 обета, полностью посвящённая монахиня — 364 обета.
Есть четыре основных коренных обета, общие для рабджунгов, гецулов и гелонгов, при нарушении которых монашеские посвящения полностью уничтожаются автоматически:
1. Не убивать: этот обет нарушается при убийстве человека, но второстепенный обет включает также и других существ.
2. Не лгать: полное падение происходит при ложном утверждении о якобы достигнутых духовных реализациях; второстепенный обет включает в себя клевету, произнесение неправды.
3. Не красть: нарушение этого обета происходит при присвоении без разрешения чужого ценностного объекта.
4. Целомудрие: запрет на проникновение в любую из «трёх дверей» (влагалище, рот, анус) какого-либо существа.

Сюда же добавляется запрет на употребление алкоголя и других одурманивающих веществ, так как под их воздействием можно нарушить один или даже все четыре коренных обета.
В то время как монашеские обеты имеют место и в тхераваде, и в махаяне, обеты бодхисаттвы принимаются только адептами махаяны, к которой относится тибетский буддизм. Обеты бодхисаттвы включают 18 коренных и 36 вторичных обетов.
Тантрические обеты принимаются практикующими ваджраяну во время посвящений в четвёртый класс тантр. Принятие тантрических обетов предполагает обязательное принятие обетов бодхисаттвы. Рассказывать об обетах ваджраяны тем, кто их не принимал, запрещено. Есть множество слухов, распространённых в основном на Западе, о сексуальных практиках, имеющих место в «ваджраяне». Но в действительности, ваджраяна в основном не является сексуальными практиками. Это союз метода и мудрости (санскр. — упайя и праджня), которые символизируются мужским и женским божествами. Если бы «практик тантры», являющийся монахом, вошёл с кем-либо в сексуальный контакт, то это было бы нарушением коренного обета, уничтожающим монашеское посвящение.

## Ахимса
Ахимса или ахинса (санкр. ahiṁsā, «невреждение») — избежание убийства и причинения вреда действием, словом и мыслью всем живым существам; основополагающая добродетель всех систем индийской аретологии; первая ступень этического тренинга основных автохтонных религий Индии. Семантически наиболее близки ахимсе такие понятия как «каруна» (сострадание) и «майтри» (доброжелательность, любовь). Распространение в Индии ахимсы как нравственной нормы связано в немалой степени с неприятием ведийско-брахманистской традиции жертвоприношения животных, постепенно замененных под влиянием буддизма и джайнизма на некровавые подношения.
В буддизме ахимса — первое предписание нравственно-поведенческого тренинга (шила). В этом качестве она фигурирует в Виная-питаке (I.83), Ангуттара-никае (3.163; 3.164; 4.203; 10.176), Кхуддака-никае (Снп 1.3), и включается в систему Восьмеричного пути (правильные намерения, правильная речь, правильные поступки, правильный образ жизни).
Однако, в отличие от основателя джайнизма Махавиры, Будда понимал ахимсу скорее по духу, чем по букве. В буддийских философских школах предпринимались попытки соотнести ахимсу с близким к ней понятиями «практической философии». Так виджнянавадин Стхирамарти (V—VI вв.) рассматривал в качестве ментальной установки, посредством которой реализуется ахимса, сострадание. Его современник мадхьямик Дхармапала отождествлял ахимсу с безгневием (адвеша). Сарвастивадины-вайбхашики утверждали, что под ахимсой следует понимать некую самостоятельную ментальную силу, которая актуализуется на практике через невреждение. Ашвагоша (I—II вв. н. э.) видел онтологическое основание ахимсы в осознании родства человека со всеми существами (Буддачарита V. 4—13).

В древнейшем тексте буддизма «Дхаммапада», входящем в Кхуддака-никаю, написано следующее:
129. Все трепещут перед жестокостью, все боятся смерти. Сравнивая себя с другими, не следует ни убивать, ни понуждать к убийству.
131. Тот, кто, желая счастья для себя, с жестокостью наносит вред существам, что также желают счастья, не обретает счастья после смерти.

132. Тот, кто, желая счастья для себя, не наносит вред существам, что также желают счастья, обретает счастье после смерти.
В целом, в буддизме признается, что жить в мире и при этом быть полностью непричастным к вреждению живым существам, избегая накопления негативной кармы, практически невозможно. Но следование буддийскому образу жизни заставляет задуматься, сколько бедствий приносит человек одним фактом своего существования, сколько погибает существ ради продления всего лишь одной его жизни. Это должно побуждать человека минимизировать вред от своей жизнедеятельности и не причинять боль живым существам, несмотря на собственное страдание.
Под влиянием буддизма и джайнизма ахимса (принцип ненасилия) становится приоритетной добродетелью в дидактических текстах индуизма. Идеал ахимсы получил развитие в новой индийской мысли — прежде всего в гандизме, где понятие «ахимса» соединилось с понятием «сатьяграха» (твёрдость в истине) и расширилась до гуманизма как такового.
См. также Вегетарианство и религия. Буддизм

## Восемь мирских дхарм
В абхидхармической традиции 8 мирских дхарм, или мирских ветров, — элементы психической жизни, страсти и интересы, привязывающие навечно к циклическому существованию. Мирские дхармы, подобно порыву ветра, влекут за собой, делают живое существо рабом в сансаре и препятствуют освобождению, просветлению. Мирские дхармы описывают обычную человеческую жизнь, помимо стремления к знанию и совершенствованию.
1. Стремление к обретению и привязанность к достатку.
2. Неприязнь к утрате и бедности.
3. Стремление и привязанность к славе.
4. Неприязнь к безвестности.
5. Стремление и привязанность к хвале.
6. Неприязнь к порицанию.
7. Стремление и привязанность к удовольствию.
8. Неприязнь к страданию.[46][48][49][50][51][52][53][54][55]

Эти 8 мотиваций считаются загрязненными состояниями сознания, которые необходимо устранить. Адепту буддизма рекомендуется, не проявляя привязанности, гнева и уныния, стать равнодушным к восьми мирским дхармам: не привязываться к счастью, не расстраиваться от страдания.

## Учение о карме
В основании буддийской этики лежит учение о карме. Карма — общеиндийское понятие, и не является исключительно буддийским концептом. Само слово карма переводится с санскрита как «дело», «действие». Истоки этого понятия можно найти уже в Упанишадах: 
Человек становится добрым от доброго деяния и злым от злого
Будда учил, что любое действие (под действием в буддизме понимается не только физический акт, но также любое слово и мысль) несёт цепь последствий, которые так или иначе должны быть проявлены. Сумма действий, совершённых в жизни, приносит плод: карма определяет, как саму необходимость следующего рождения, так и его характер. Карма может быть благой или неблагой, то есть ведущей к хорошим или дурным формам рождения. Главные основания неблагой кармы — это три порока: алчность (лобха), ненависть (двеша) и невежество (моха). При этом карма не действует автоматически, а «созревает» (випака): она приносит свой плод не сразу, а при благоприятных обстоятельствах.
В других дхармических религиях также разработаны учения о карме. Будда отрицает и брахманистский, теистический подход к карме, и кармический детерминизм джайнов. Буддизм учит, что не всё в человеке определяется действиями, совершенными в прошлом. Во-первых, карму несут только те поступки, которые совершаются намеренно: важно не столько действие, сколько его мотивы (четана). Во-вторых, «созревание» прошлой кармы зависит от условий и обстоятельств — как внутренних (настрой, расположение ума), так и внешних (времена года, случайность).
Отличительной характеристикой кармы в буддизме является её исключительно этический и нетеистический характер. Как замечает Е. А. Торчинов:
Закон кармы является перенесением представления о всеобщности причинно-следственных отношений в области этики, морали и психологии.

В раннем буддизме возникает учение о карме, согласно которому творение мира осуществляется в результате кармических потенций существ. Творительной силой космических процессов в буддизме считается совокупная карма существ. Таким образом, на картину мира накладывается отпечаток психологической направленности буддизма. В контексте этого вся иерархия слоев бытия разбивается на три части: сфера желаний (кама-дхату), сфера форм (рупа-дхату), сфера не-форм (арупа-дхату). Буддийский мыслитель Буддагхоса в «Висуддхимагге» пишет о тысячах мирозданий со своими солнцами и лунами. Мир, в котором возрождается сознание, свойства и качества феноменов этого мира, включая обретенное тело, являются плодами кармы. Васубандху в «Карма-нидеша» (Учение о карме) об этом говорит:
«Многообразие миров [живых существ] порождено кармой.»
Например, Солнце и Луна не обладают наперед заданными свойствами и могут либо благоприятствовать, либо вредить телесной жизнедеятельности живых существ и функции зрения, а также появлению растений, цветов, плодов и злаков. И благоприятствование, и вредоносность светил есть «экологический аспект» следствия совокупной прошлой кармы живых существ. Таким образом, только сознание, продуцирующее деятельность (карму), ответственно в конечном счете за форму и качество жизни, свойства светил, экологическую ситуацию и здоровье. Что соответствует буддийской теории о несотворенности мира и определяющей космогонической роли кармы живых существ.
Кармические формирующие факторы (санскара) являются вторым звеном 12-звенной цепи взаимозависимого происхождения («Патичча-самуппада сутта», СН 12.1).
Ранний буддизм имел организационную структуру монашеской общины (сангхи), которая поддерживалась мирскими сторонниками. Жизнь мирян считалась практически несовместимой с высшей религиозной целью — ниббаной, и только монахи рассматривались в качестве строгих последователей Дхармы (хотя такое положение оспаривалось уже тогда). Поскольку практика монахов ориентирована на преодоление кармы, Будда в своих наставлениях им придает «обычной» мирской морали весьма ограниченный характер. В связи с этим в раннем буддизме добродетельным действиям и намерениям (кушала) предпочитаются нейтральные (авьяката).
Идея личной ответственности за свои поступки подчеркивается со всей определённостью в ранних буддийских текстах (например, «Девадута-сутта», МН 130). В «Милинда-паньха» монах Нагасена в беседах с царем Милиндой говорит, что, хотя психофизический организм (нама-рупа) в одном существовании отличается от организма в другом существовании, оба принадлежат к одной серии (сантана). Поэтому, второй не свободен от кармы, совершенной первым. В настоящем происходят сразу два процесса: созревание прошлой кармы и создание новой. Поскольку прошлое изменить нельзя, Будда ставил акцент на необходимости менять настоящее, принимая настоящее за точку отсчета в судьбе индивида.
В «Чулакамма-вибханга-сутте» (Малом изложении о поступке, МН 135) Будда, наставляя мирян, в воспитательных целях устанавливает связь между различными обстоятельствами существования и их кармическими причинами (причина продолжительной жизни — стремление не причинять вреда другим живым существам, причина короткой жизни — предрасположенность к причинению вреда и убийству живых существ: сокращаешь жизнь другого — сокращаешь свою; причина болезней — жестокость к живым существам, их отсутствия — милосердие; причина уродливой внешности — гневливость, приятной внешности — негневливость; бедности — жадность и завистливость, достатка — щедрость и отсутствие зависти; низкорожденности — грубость и гордыня, высокорожденности — учтивость; глупости — отсутствие интереса к моральным вопросам, ума — интерес к таким вопросам). Будда также подчеркивает, что кармические последствия определяются не столько самим действием, сколько обстоятельствами, в которых оно совершается, и характером человека, который его совершает. Так малейший проступок человека, укорененного «в отсутствии дисциплины» (асамварика), приводит к перерождению в аду, а аналогичный проступок человека, культивирующего правильные поведение, мышление и понимание, может не привести к серьезным последствиям (Ангуттара-никая, I.249).

В «Махакамма-вибханга-сутте» (Большом изложении о поступке, МН 136) Будда в беседе с монахами рассматривает четыре суждения: 1) плохие действия приносят плохой результат, 2) плохие действия приносят хороший результат, 3) хорошие действия приносят хороший результат, 4) хорошие действия приносят плохой результат. И Будда не принимает ни одного из этих суждений как правила общего характера. Но готов согласиться с достоверностью каждого из этих суждений только при условии, что оно касается частного случая. Например, когда йогин в опыте ретрокогниции видит прошлые жизни. Любые «положительные»" и «отрицательные» обстоятельства настоящей жизни индивида могут иметь бесконечно сложное объяснение, «утопающее» в анализе разных факторов в бесконечной цепочке прошлых перерождений.
«119. Даже злой человек лицезреет благо, пока его зло не созрело; но когда созревает его зло, злой лицезреет зло.
120. Даже хороший человек лицезреет зло, пока его благо не созрело; но когда созревает его благо, хороший человек лицезреет благо.»

Дхаммапада
Существуют десять основных негативных действий, пять наитягчайших негативных действий и десять благих действий, о чем пойдет речь ниже.

### Десять зловредных деяний и пять беспределов
Верующий должен избегать десяти видов злодеяний, плод (пхала) которых созревает (випака), согласно закону кармы, в несчастливых уделах: в мирах ада (нарака), голодных духов (прета) и животных (тирьяка).
После исчерпания следствия негативной кармы сознание обретает вновь человеческую форму рождения. Однако в потоке сознания всё же остаются некоторые отпечатки (васана) прошлых неблагих деяний, которые проявляются в новой человеческой жизни. Нагарджуна и Васубандху, опираясь на каноническую традицию, характеризуют эти последствия следующим образом:
1. Убийство и осознанное причинение вреда другому существу[75][76][77]. || В ближайшем человеческом рождении последствия убийства — короткая жизнь, вреждения — многострадальная жизнь.
2. Воровство. || Последствие — бедность.
3. Неправильное поведение в половых отношениях. || Неверность супруги(га), обретение личного врага.
4. Лжесловие. || Становление жертвой ложного доноса или ошибочного обвинения в суде.
5. Клевета. || Ссора и разрыв с друзьями.
6. Оскорбление. || Несправедливая оценка со стороны окружающих.
7. Пустая болтовня. || Слова человека не пользуются авторитетом.
8. Алчность. || Становление несчастным рабом сильных страстей.
9. Ненависть. || Повреждение сознания аффектом ненависти, страх.
10. Лжевоззрение. || Страдания от непролазного невежества.

Десять негативных действий делятся на три действия тела (пункты 1—3), четыре действия речи (4—7) и три действия ума (8—10).
Будда указывал на ложные воззрения (пункт 10), наряду с жаждой чувственного опыта и аффектами (клеша), как на мотивацию дурной деятельности и причину страдания. В канонической традиции ложные воззрения (дришти) подразделялись на пять видов:
- Вера в реальность личности, ложная по своему содержанию.
- Собственно ложные воззрения: убежденность в бессмысленности добродетели, отрицание моральной силы кармы: «Ни хорошие, ни плохие действия не приносят кармического результата, счастливая или несчастливая участь человека случайна и не имеет причины».
- Приверженность к крайним точкам зрения — убежденности в полном небытии сознания после смерти («ересь аннигиляционизма», уччхедавада) либо убежденности в вечности и неуничтожимости «я» («ересь этернализма», сассатавада).
- Привязанность к еретическим (то есть небуддийским) воззрениям. В качестве источника таковых указывались прежде всего Веды.
- Привязанность к ложной ритуальной практике, не ведущей к освобождению от страданий[81][82].

Буддийские теоретики указывали также на попустительство неблагому как на внутреннее согласие с неблагим образом действия. Согласие с неблагим является безнравственными сознательными импульсами-побуждениями, которые взращивают дурную предрасположенность (самскара).
С точки зрения буддизма, человек должен воспринимать разные драматические жизненные обстоятельства и несчастья, происходящие с ним, с невозмутимостью, так как эти его проблемы — плод прошлой деятельности. Например, если некто прозябает в нищете, то причина его бедственного положения — воровство или грабительская деятельность в прошлой жизни. Поэтому, бедные должны относиться к своему положению смиренно, с религиозным пониманием, не покушаясь на имущество богатых и не бунтуя против властей. В их бедности не повинны ни богатые, ни власть, и винить, кроме себя, некого. Для обретения высокого имущественного статуса в следующем рождении следует, вопреки обстоятельствам, воздерживаться от неблагого и совершать благое: не воровать и практиковать щедрость (дана). Такие представления являются религиозно-философским обоснованием социальной жизни.
Особый интерес представляет буддийская «экологическая концепция», изложенная Васубандху. Состояние окружающей среды, в которой вновь обретается человеческое рождение, зависит от деятельности в прошлой жизни. Так приверженность в прошлой жизни убийству ведет к ситуации экологического вырождения. Жизнь в условиях пыльных бурь, соленых и кислотных дождей, камнепады — последствия воровства. Преобладание песчаных заносов — результат прелюбодеяния. Ложь порождает загрязнение воздуха и зловоние. Оскорбительная грубая речь ведет к утрате плодородных почв, превращению возделанных земель в солончаки или непролазные джунгли. Карма суесловия вызывает смещение природного сезонного цикла, приводит к нарушению устойчивости метеорологической специфики сезонов. Алчность, злоба и ложные воззрения влияют пагубно на урожай. Последствия алчности — засыхание овощей и фруктов на корню, злоба делает их кислыми и непригодными к употреблению; результат ложных воззрений — недород и полное отсутствие урожая. Соответственно, отказавшись сознательно от безнравственной деятельности, человечество обеспечит экологическое благополучие себе и другим живым существам.
Таким образом, считается, что по состоянию окружающей среды и по происходящему с человеком в этой жизни, его имущественному положению, продолжительности жизни можно узнать о характере его деятельности в прошлой жизни.
Самыми же страшными преступлениями, последствие которых — рождение в нижних кругах ада, являются пять беспределов:
1. убийство матери;
2. убийство отца;
3. убийство архата (святого, достойного нирваны);
4. пролитие крови Татхагаты (эпитет Будды) со злым умыслом;
5. причинение раскола Сангхе[88].

Немаловажно, что совершение одного из этих наихудших деяний ведет к исчезновению корней благого в составе индивидуального потока (сантана) причинно-обусловленных дхарм грешника (к корням благого относят не-алчность, алобха, не-враждебность, адвеша, и не-невежество, амоха). Это обстоятельство выводит эти пять «смертных грехов» за рамки обычных человеческих неблагих деяний. Совершение беспредела порождает такой кармический плод (пхала), который изживается только в аду Авичи — самом страшном из адов. Причем, ни покаяние, ни практика «ви́дения» Благородных истин и буддийской йоги уже не могут помочь ему в этом рождении, поскольку корни благого в потоке его психики пресечены и больше не возникают. Такой индивидуум (иччхантика) должен быть немедленно и навсегда изгнан из Сангхи, чтобы ее члены были избавлены от его тлетворного присутствия.
Корни благого возродятся в потоке его сознания только в конце следующего длительного адского существования — в момент смерти в аду.
В постканоническом учении уделено большое внимание тяжким безнравственным деяниям, сходным с пятью беспределами. К данной категории относят пять злодеяний:
1. Осквернение матери. — Сходно с убийством матери.
2. Осквернение архати (женщины-архата). — Также соответствует убийству матери.
3. Убийство бодхисаттвы. — Приравнивается к отнятию жизни отца.
4. Убийство «обучающегося Дхарме» (продвинутого монаха, приближающегося к архатству). — Подобно убийству архата.
5. Кража достояния монашеской общины, разрушение ступы. — Первое соответствует расколу Сангхи, второе — пролитию крови Татхагаты.

Плоды этих особо тяжких деяний, сходных с беспределами, также созревают в аду Авичи.

##### Самоубийство
Буддийские теоретики никогда не относили суицид к «смертным грехам» и сходным с ними. Однако самоубийство является неблагим действием, убийством. Отвержением собственной жизни, порожденным невежеством (моха) и мотивированным неприязнью, отвращением (двеша). Как и другие неблагие деяния, самоубийство ведет к несчастливым формам перерождения и отдаляет благую религиозную перспективу.
В то же время, самоотверженность является признанной буддизмом добродетелью. И тема самопожертвования ради других проходит через ряд джатак — повествований, представляющих собой специфический жанр литературы буддизма, главная задача которой — наставление слушающих в нравственности, щедрости, милосердии на примерах поведения Будды Гаутамы в его прошлых рождениях. Например, джатака о вожде обезьяньего стада, спасшем своих соплеменников ценой собственной жизни. Или джатака о царевиче Махасаттве, который из сострадания подарил свое тело умирающим от голода раненой тигрице и ее тигрятам и вследствие этого возродился на небе Тушита.
Таким образом, характер действия зависит здесь от деструктивности или конструктивности мотивации, намерения (четана), что соответствует буддийской теории кармы, где намерение, сопутствующее действию, имеет решающее значение для последующего формирования индивидуальной серии психосоматических состояний и характера кармического плода (пхала).

#### Аборты
Согласно буддийскому учению, жизнь непрерывна и представляет собой континуум без всякой точки отсчета. Однако каждая конкретная жизнь индивида имеет начало и конец. С древних времен в буддийских текстах говорится о том, что индивидуальная человеческая жизнь начинается при зачатии. Несмотря на то, что духовные авторитеты древности не имели достоверных знаний в области эмбриологии, их понимание внутриутробного развития плода как постепенного процесса с конкретной точкой отсчета не сильно отличается от положений современной науки. Интерпретируя древние источники в свете современных научных открытий, большинство буддистов считают, что жизнь индивида начинается в момент слияния мужской и женской клеток. Таким образом, в буддизме признается, что аборт означает лишение жизни.
В странах, где придерживаются более строго буддийских традиций — Шри-ланке и Таиланде, — аборты запрещены законом. Исключение — необходимость спасения жизни матери. В других странах Азии, где распространен буддизм, отношения к абортам разное. Например, в Японии, где буддизм представляет влиятельную силу, но не является государственной религией, аборты разрешены. Японские буддисты совершают поминальные службы мицуко куё по убитым в результате абортов младенцам.
В целом буддизм, не одобряя аборты, известен благожелательностью и терпимостью в этом вопросе. Некоторые современные буддисты — особенно западные — находятся под влиянием распространенных феминистских идей, отдающих предпочтение праву выбора для женщины. Они рекомендуют женщинам прежде, чем сделать аборт, побеседовать с буддистским учителем, помедитировать, разобраться в своих мотивациях и только потом принимать решение, созвучное своей совести.

### Десять благодеяний
1. Сохранение жизни других.
2. Проявление щедрости.
3. Пребывание в состоянии чистого поведения (не-разврат[97]).
4. Произнесение правды впрямую.
5. Примирение враждующих.
6. Мирная и искренняя речь.
7. Изъяснение исполненными смысла словами.
8. Уменьшение привязанности и умеренность.
9. Медитировать на любовь и прочее.
10. Проникать в подлинную суть.[98]

Десять благих, нравственных деяний, способствующие в духовном пути, противоположны десяти неблагим (см. выше), приносящим страдания, и также делятся на телесные (пункты 1 — 3), словесные (4 — 7), умственные (8 — 10).

#### Посвящение «заслуг» живым существам
Во II в. до н. э. в школе чайтика, отколовшейся от махасангхики — одной из основных школ раннего буддизма, предтече махаяны, возникло «учение о дарах» (дейядхамма). Согласно этому учению, «заслуга» (пунья), обретаемая вследствие кармы даяния, может быть передана родственникам, друзьям и всем живым существам ради их блага и счастья. В традиционалистских школах передача своей заслуги представлялась онтологически немыслимой: каждый должен пожинать плоды (пхала) «индивидуальной» кармы.
Впоследствии практика «передачи заслуг» (паринамана) всем живым существам получила распространение и обоснование в разных школах буддизма махаяны. Бодхисаттва делами милосердия, наряду с накоплением «заслуг», обретает некоторые «сверхсилы» и дает обет использовать их для облегчения страданий живых существ и помощи им в достижении освобождения. В махаяне считается, что бодхисаттвой может стать любой человек, монах или мирянин (и не только человек), зародивший в себе бодхичитту — установку обрести «пробуждение» (бодхи) и сверхспособности ради других. Суть бодхичитты выражается стандартной фразой-формулой: «Да стану я Буддой на благо всех живых существ».

### Четыре фактора кармы
Индо-буддийский мыслитель Васубандху в «Учении о карме» (Карма-нидеша) обозначил четыре составляющих кармы на примере убийства. Индивид «соприкасается с грехом убийства», когда «по отношению к группам дхарм, образующим живое существо», «у него в одной из трёх форм времени проявляется соответствующее побуждение»: «я его убью, я его убиваю, оно убито». Предполагается, что мысль «оно убито» связана с одобрением и соответствует действительности. Быть ответственным за все три «побуждения» и карму убийства в полной мере может быть только тот, кто сам совершил убийство.
Учение о четырёх факторах кармы получило развитие в ламримовской литературе тибетского буддизма. Согласно этому учению, есть два вида деяний с точки зрения явления плода:
1. Деяние, плод которого обязательно будет вкушён. Это деяние полное, «совершённое и накопленное», имеющее в составе четыре фактора: 1) основу (живое существо), 2) помысел, 3) поступок, 4) завершение.
2. Деяние, вкушение плода которого не является неизбежным: совершённое в сновидении, по принуждению (отсутствует помысел), ослабленное покаянием.

Однако считается, что деяние, совершённое в сновидении, становится полным, «накопленным», если индивид, проснувшись, в состоянии бодрствования порождает подобное намерение или одобряет совершенное в сновидении. Тогда созревание плода становится неизбежным.

##### Объект действия как один из четырех факторов кармы
На первом месте по религиозной значимости среди безнравственных действий — убийство (прана-атипатах), а практика даяния (дана) доступна для любого члена сангхи и позволяет даже необразованному мирянину обрести состояние сознания «благородной личности» (арья).
По буддийским представлениям благие следствия даров, поднесенных Бодхисаттве в последнем рождении (то есть Бхагавану, Будде), являются «безмерными». Подношение проповеднику Дхармы, матери и отцу также оценивается как благое деяние, поскольку они относятся к разряду благодетелей: буддийский проповедник «выполняет работу Будды» и помогает живым существам «прозреть»; родители — податели человеческой жизни, имеющей религиозную ценность, на этом же основании их убийство — «смертный грех» (см. выше «пять беспределов»). «Неизмеримо благой плод» возникает также в результате подношения даров продвинутым буддийским монахам — «вступившему в поток» (сротапанна) и «тому, кто обрел плод вступления в поток». Большой заслугой считается поднесение дара человеку добродетельному.
Степень добродетели дарителя обусловлена и мерой страдания, в которое погружен адресат даяния в момент поднесения ему материальных предметов. Добродетель дарителя возрастает, если дар адресован или больному, или ухаживающему за инфекционным больным и рискующему заразиться, или мерзнущему в холодное время года и т. п. Подобные действия — благо, поскольку они продиктованы состраданием (каруна) и тем самым приближают дарителя к «дхармам бодхисаттвы».
Форма рождения того живого существа, по отношению к которому совершается действие, имеет большое значение. Убийство человека недопустимо потому, что оно отнимает у жертвы возможность идти путем Дхармы. Убийство буддиста означает, что он не успел реализовать в полной мере потенциал человеческого рождения — обрести плоды религиозной практики. Если убит небуддист, то у него отнята возможность принять учение Будды. Убийство животных, включая насекомых, рассматривается как негативная карма потому, что оно нарушает процесс изживания жертвой следствия прошлой неблагой деятельности. Рождение в мире животных является таким следствием. Если жизнь животного прервана преждевременно насильственным путем, то жертву ожидает еще одно животное рождение, необходимое для полного исчерпания кармы. Что отодвигает перспективу человеческого рождения.
Чем хуже форма рождения адресата даяния, тем более значимым становится благое следствие действия донатора. Согласно буддийскому мировоззрению, если дар адресован, например, родившемуся в мире животных, то благой плод такого действия стократно превышает сам дар. (Другие несчастливые формы рождения — голодные духи и обитатели ада.)
Немаловажно представление о том, что любое живое существо могло быть в прошлых рождениях ближайшим родственником субъекта и может стать таковым в будущих. Согласно буддийскому учению, люди, боги, обитатели ада, голодные духи, животные являются лишь временными формами существования сознания.
Постканонические буддийские теоретики полагали, что существуют также религиозные заслуги, обусловленные отвержением мирской жизни и возникающие благодаря лишь одному этому факту. К такому типу заслуг относятся подношение храму или святилищу (чайтья) из чувства безраздельной преданности Бхагавану и принятие монашеских обетов. Йогическое сосредоточение на «запредельных добродетелях» (парамитах) и на истинных воззрениях (самьяк дришти) обретается благодаря силе благого сознания и рассматривается в качестве высшей религиозной заслуги. Но подобные действия не могут рассматриваться в аспекте пользы для других.

### Буддизм и «не-деяние»
Во времена раннего буддизма (в шраманскую эпоху) шраманы и брахманы разделились на сторонников (криявадины) и противников (акриявадины) эффективности человеческих действий (кармы). К сторонникам эффективности кармы — криявадинам — относились мудрецы Упанишад, последователи джайнизма и буддисты. Все они сходились в том, что позитивная карма ведет к благоприятному перерождению, а негативная — к неблагоприятному. А также, в том, что главная цель человека — не лучшее рождение, а освобождение от перерождений (мокша).
Вопрос о том, как достичь освобождения, имел два «простых» решения:
1. Не-деяние: избавление от перерождения методом прекращения действия как такового. Это решение предлагали джайны.
2. Прекращение отождествления с действием своего высшего неизменного «Я». Данное решение предлагалось Упанишадами.

В основе как первого, так и второго решений лежало отождествление «зла перерождений» с действием (телесным, речевым, ментальным).
Будда Шакьямуни, выступая против обоих решений, предложил «срединную» концепцию. Позиция Будды по вопросу кармы была новой и революционной для того времени: источником перерождений является не сами действия и не отождествление себя с действиями, а намерение (четана), фактически — сознание самого человека. «Намерение, о монахи, говорю я, есть действие (карман). Имея намерение, некто действует через тело, речь и ум.» (Ниббедхика-сутта, АН 6.63). Таким образом, в буддизме путь к освобождению лежит не через «не-деяние», и не через мистическон прозрение своей «неизменной самости», а через искоренение источника пагубных намерений — тришны (жажды, страстных желаний).

В «Сиха-сутте (АН 8.12)» рассказывается, как к Будде пришел военачальник Сиха, и спросил, правда ли, что тот обучает своих учеников не-деянию. Будда на это ответил:
«Я провозглашаю не-делание многочисленных видов плохих, неблагих деяний… Я провозглашаю делание многочисленных видов благих деяний.»
В «Дхаммападе» есть такая строфа, в которой, как считается изложена «главная суть буддизма»:
«183. Избегание всякого зла, осуществление добра, очищение своего ума — вот Учение Пробужденных.»

### Классификация кармы
По определению «карма» — это «действие». С точки зрения определения, в буддизме различают: 1) побуждающую карму, или карму намерения; 2) побуждаемую карму — действия тела и речи, побуждаемые намерением.
С точки зрения истины об источнике страдания (см. 2-я Благородная истина) различают:
1. Чистую карму — любые действия, которые совершает тот, кто видит отсутствие самосущего «я» («вступивший в поток» в тхераваде, сотапанна), кто имеет прямое познание пустоты (шуньята, в терминологии махаяны); незагрязненная карма — причина освобождения.
2. Нечистую карму — любые действия, совершаемые тем, кто не видит отсутствие самосущего «я» (согласно тхераваде) и не имеет прямого постижения пустоты (согласно махаяне). Нечистая карма делится на позитивную и негативную (нейтральная карма обычно не рассматривается, поскольку она не создает духовных результатов), служит причиной циклического вращения в сансаре и делится с точки зрения функции на:

- ввергающую карму — карму ввергающую, или забрасывающую, в очередное сансарическое рождение;
- завершающую карму, которая определяет конкретные обстоятельства будущего рождения и вызывает вкушение приятного и неприятного в течение жизни.

Возможны четыре варианта сочетания плодов ввергающей кармы и завершающей кармы:
- сочетание позитивной ввергающей кармы с позитивной завершающей кармой (например, рождение в мире мирских богов);
- сочетание позитивной ввергающей кармы с негативной завершающей кармой (например, рождение человеком, но с плохим здоровьем, в бедной семье);
- сочетание негативной ввергающей кармы с позитивной завершающей кармой (например, жизнь домашнего животного в благополучной, любящей семье);
- негативная ввергающая и негативная завершающая кармы (например, рождение в одном из адов).

Немаловажно, что значимы не сами действия, а их отпечатки (васаны, также «композитные факторы», или «волевые импульсы», — самскары), проявляющиеся как врожденные побуждения (инстинкты) и служащие причинами многократных и разрастающихся последствий. Как объяснял Васубандху, ввергающей кармой служат кармические отпечатки, оставленные наиболее часто совершаемыми действиями и ставшими привычкой, а также действия в отношении кармически весомых объектов — собственных родителей и духовного наставника. Для того, чтобы в момент смерти не произошел «выброс» в качестве ввергающей кармы именно такого рода неблагого отпечатка, рекомендуется ее очищение от подобной наиболее тяжелой негативной кармы. Кроме того, важны условия, при которых активируется тот или иной отпечаток в момент смерти. Поэтому, в буддизме считается, что важно умирать в спокойном и ясном состоянии сознания. Также придается большое значение практике шаматхи и достижению дхьян, что накапливает так называемую «непоколебимую» благую ввергающую карму, забрасывающую в высшие миры.

## Три Драгоценности буддизма и пять обетов Прибежища в них
Буддизм своей общественной позицией радикально отличался от брахманистской ортодоксии. В древней и раннесредневековой Индии слушать и изучать Веды могли лишь «дваждырожденные» — мужчины, принадлежащие к варнам брахманов, кшатриев и вайшьев. Кроме того, согласно древнему своду «Законов Ману», на которые опирались индийские правовые представления, женщине отводилась роль низшего в социальном и религиозном отношении существа.
Будда считал, что различие между людьми состоит не в социальном и национальном происхождении, а в их духовном развитии. 35-летний Сиддхартха Гаутама, разрушив омрачения (клеша), достиг высшего духовного «пробуждения» (бодхи) и стал Буддой. Обретя мудрость (праджня) и совершенное знание, он познал причину страдания (духкха), коренящуюся в самих живых существах, и устранил эту причину в себе. Имея великое сострадание (махакаруна) и видя мучения неисчислимых живых существ, Бхагаван не удовлетворился победой над страданиями только для себя. И сделался Учителем истины, протянув руку помощи всем без исключения. Сословная и половая принадлежность, цвет кожи, образованность, простота уже не имели значения относительно религиозной перспективы индивида. Все, включая женщин и шудр, получили право идти стезей Дхармы. Весть о том, что всё может быть познано и путь к освобождению (мокша) открыт для всех желающих, сыграла в индийском обществе роль величайшей духовной революции.
Не могли принять обеты буддиста-мирянина только индивиды, укорененные в «отсутствии дисциплины» (асамварика) в силу своего рода занятий. Буддийская дисциплина «Пратимокша» предполагает благожелательность ко всем живым существам. Поэтому, к родам деятельности, несовместимыми с буддистскими обетами, относились разбой и бандитизм, забой животных и ремесло мясника, рыбная ловля, охота, кожевенное дело, профессии палача, тюремщика, военного дознавателя, дрессировщика слонов и т. п.
Но такая бескомпромиссность автоматически исключала распространение буддизма среди народов, чей уклад был связан с охотой и скотоводством. И знатоки Винаи, занимавшие умеренную позицию, указывали на канонические положения, допускавшие ради просвещения и распространения Дхармы некоторые дисциплинарные послабления. В соответствии с таким подходом, охотники, забойщики скота, мясники, кожевенники, скорняки могли принять религиозные ограничения, обязывающие ограничить их профессиональную деятельность задачей жизнеобеспечения. То есть, не охотиться и не забивать скот сверх нужды для развлечения, по прихоти и ради наживы. Тем, кто были заняты в военном деле, обет отказа от убийства мог быть заменен на обязательство не отнимать чужую жизнь в мирное время. Предполагалось, что миряне, занятые в подобных пагубных видах деятельности, под воздействием учения пожелают стать более добродетельными, откажутся от прежнего рода занятий и примут всю полноту обетов.
Каноническая традиция указывала также на несовместимость с обетами Пратимокши деятельности царей, царедворцев, судей, так как она предполагает участие в войнах, казнях, пытках, конфискациях и т. п. Однако позже в период расцвета Дхармы в Индии (II в. до н. э. — VII в.) появился жанр буддийских наставительных писем-трактатов, содержащих советы государю о благом способе правления.

### Триратна
Первой проповедью, произнесённой Буддой после «просветления» (бодхи), было учение о Четырёх благородных истинах. Это учение было дано в Оленьем парке (Сарнатх) близ города Варанаси пяти аскетам, которые уверовали и стали первыми буддийскими монахами (бхикшу). Так новая религия обрела свои Три Драгоценности — Будду (Будда Шакьямуни), Дхарму (Учение, которое проповедал Будда) и Сангху (пять монахов). Три Драгоценности (Триратна), с принятия Прибежища в которых человек может считаться буддистом, представляют собой следующее:
- Будда — это не только исторический Будда Шакьямуни, но любой Будда вообще как совершенно и всецело пробужденное существо, обретшее освобождение от сансары и нирвану[117]. В махаяне Будда — высший универсальный принцип, природа реальности как таковой. Согласно махаяне, Будда, обретя «пробуждение», обретает Дхармовое «тело» (дхарма-кая) — природу всех дхарм («элементарных частиц» опыта, «квантов» реальности). При этом Будда из великого сострадания не покидает навечно мир, уйдя в «нирвану без остатка», и производит из Дхармового «тела» «тело блаженства» (самбхога-кая) и «магически созданное тело» (нирмана-кая) (см. Три тела Будды), первое из которых проявляется в сферах форм м не-форм, второе — в сфере желаний (например, Будда Шакьямуни — в мире людей)[118] (см. Три сферы).
- Дхарма — Закон, Учение Будды, совокупность доктринальных, этических, ценностных и психотехнических основоположений буддийской религии[119].
- Сангха — сообщество высокосовершенных по буддийским стандартам личностей: монахов (бхикшу), бодхисаттв и йогинов[117]. В махаяне также имеет место культ великих святых (арья-бодхисаттв), обретших «пробуждение» и могущество, превосходящее многократно могущество богов, при этом из сострадания не уходящих в нирвану и неустанно пекущихся о всех живых существах (например, Авалокитешвара, Самантабхадра, Тара, Кшитигарбха и др.)[120].

Триратна («три жемчужины» буддизма) составляет главные ценности буддизма, своеобразный символ веры, на котором базируется этика. До тех пор, пока формула Трех драгоценностей не будет замещена в сознании изначальным переживанием ее истинности, пониманием, дополненным собственными прошлыми и настоящими интуициями, адепт не обретет просветления. Последователи, решившие принять посвящение в монахи и монахини, а также миряне, желающие приобщиться к Дхарме, должны были произнести обет верности этим Трем драгоценностям. Тройственная формула Прибежища на пали: 
Buddhaṁ saranaṁ gacchāmi, Dhammaṁ saranaṁ gacchāmi, Sanghaṁ saranaṁ gacchāmi — Уповаю на Просветленного как на прибежище, уповаю на Закон как прибежище, уповаю на общину как на прибежище.
Трижды произнеся обет «трех прибежищ», неофиты просили Будду принять их под его «защиту отныне и до кончины».
Согласно тхераваде, только монах, соблюдающий все обеты Винаи, может стать архатом и обрести нирвану. Таким образом, в рамках данной традиции считаться буддистами в собственном смысле этого слова могут только монахи. В махаяне значение и роль монашества не умаляется, однако буддистами считаются не только монахи, но и миряне, а принятие монашеских обетов вовсе не является необходимым условиям для достижения состояния Будды. Тенденция расширения Сангхи (монашеской общины) за счет допуска в нее мирян возникла в раннебуддийской школе махасангхика, предтече махаяны.

Формула принятия Прибежища в Трех Драгоценностях на санскрите:
Namo Buddhāya — namo Dharmāya — namo Sanghāya
Слово «namo» здесь можно перевести как «молюсь». Практика принятия Прибежища является основополагающей практикой буддизма, которая, собственно, делает индивида буддистом. Реализация Прибежища сопровождается еще одной важной практикой — выполнением простираний с произнесением формулы принятия Прибежища. Высокие ламы Ваджраяны считают, что простирание с «просветленным настроем» и определенным упорством укрощает гордыню, мешающую двигаться по духовному пути, обуславливает возникновение состояния открытости, радости, любви, служит причиной очищения негативной кармы и накопления заслуг (пунья). Кроме того, с этой трехстепенной молитвы, как правило, начинаются буддийские сочинения.

### Пять заповедей буддизма
Не все последователи буддизма могли отказаться от социальных привязанностей и вступить в монашескую сангху. Для духовного развития Будда рекомендовал мирянам соблюдать пять заповедей (панча шила):
1. Не убивать.
2. Не красть.
3. Блюсти целомудрие (для мирян — отказ от прелюбодеяния, для монахов и послушников — полное половое воздержание[130]).
4. Не лгать.
5. Не принимать опьяняющих напитков или одурманивающих веществ.

Как можно видеть, основные обеты буддизма отражают общечеловеческие ценности. Однако нужно сделать некоторые пояснения относительно первого обета. С одной стороны, все этические учения провозглашают принцип «не убивай». По мнению этолога Роберта Хайнда, убийство в значительной мере регламентировано даже в животной среде. В то же время, в абсолютном большинстве обществ это правило сопровождалось и сопровождается теми или иными оговорками. Наиболее распространенная оговорка заключается в том, что правило «не убивай» распространяется только на «своих», но не на «чужих». В ряде обществ принцип «не убивай» ограничивается тем, что убийство признается законным средством поддержания социальной стабильности, если оно особым образом мотивировано и оформлено. Например, обычай кровной мести и смертная казнь. Буддизм здесь — по крайней мере в теории — занимает радикальную позицию: принцип невреждения (ахимса) распространяется не только на человека, но и на всех живых существ. И насильственное отнятие жизни безоговорочно исключается.

## Очистительный пост
Очистительный пост соблюдают буддисты-миряне в специальные дни «упошадха» (новолуние, 8-й день после новолуния, полнолуние, 8-й день после новолуния). В постканонической традиции дисциплине очистительного поста уделялось значительное внимание, так как статус соблюдающего его предшествует вхождению в буддийскую сангху. Пост является суточной дисциплиной. Он начинается рано утром в предрассветные сумерки и длится до восхода Солнца следующего дня. На этот период принимаются восемь правил моральной дисциплины (ашта-шила), представляющие собой сокращенный вариант десяти правил моральной дисциплины (даша-шила), которые должны соблюдать буддийские монахи.
Очистительный пост трактуется как приближение к монашескому образу жизни и некоторое уподобление архатам. Первые пять из восьми обетов соответствуют пяти обетам Прибежища (панча шила, см. выше). К ним добавляются еще три обета:
6. Отказ от сидения и почивания на высоких сиденьях и постелях.
7. Отказ от благовоний, умащений, украшений и увеселительных видов деятельности.
8. Отказ от приёма пищи в неурочное время. Дисциплина предписывает голодание в течение суток, по прошествии которых после восхода Солнца разрешается принять пищу (монахи поднимаются с восходом Солнца и принимают еду только в первой половине дня).
Эти три последние компонента являются элементами аскетизма. Предполагается, что очистительный пост приучает ум адепта к благим состояниям — сознательному отказу от безнравственной деятельности, практике самонаблюдения, внимательности, самоконтроля, отсутствию тщеславия (обет 6), прекращению страстного влечения и привязанности к чувственным объектам.
Предписания Винаи исключают принятие очистительного поста самостоятельно. Санкция на пост осмысляется в буддизме как религиозный дар, поэтому абсолютно необходимо благословение наставника в дисциплине — подателя разрешения, дарителя. Адепт должен просить разрешения на пост молча, в смиренной позе — стоя на коленях или присев на корточки, сложив руки в религиозном приветствии. По окончании однодневного поста он может быть продлен утром с новой санкции наставника-донора еще на одни сутки. Однако длить пост более восьми суток не следует. Очистительный пост должен завершаться обращением к Прибежищу в Будде, Дхарме и Сангхе.

## Понятие «Дхарма»
Дхарма — главный этический термин буддизма. Само понятие имеет множество значений. Исследователи выделяют три главных:
1. Закон Вселенной, открытый Буддой, высшая истина, которая достигается в процессе медитации и пробуждения.
2. Его Учение, как вторая драгоценность Триратны.
3. Мельчайший элемент потока сознания; индивидуализированные атомарные события, составляющие опыт живых существ и создающие процесс существования. Буддисты разложили всю психофизиологическую жизнь человека на простейшие прерывные импульсы сознания — дхармо-элементы. Всё, включая самих индивидов, представляет собой потоки дхарм, которые сложно взаимодействуют: их элементы входят в состав причинных комплексов, обусловливающих возникновение и существование друг друга.«Дхармы обусловлены разумом, их лучшая часть — разум, из разума они сотворены. Если кто-нибудь говорит или делает с нечистым разумом, то за ним следует несчастье, как колесо за следом везущего»[137]. Если человек ведет нравственную жизнь, избавленную от страстей, следует учению Будды, в его сознании преобладают благие дхармы, то он избавляется от страданий и потенциально может достичь нирваны.

### Благие дхармы и «исправление» кармы
Если плод (пхала) кармы начал созревать (випака), то остановить это никоим образом уже невозможно. Однако появление следствий большинства неблагих действий, совершенных в этой жизни (кроме «смертных грехов» и грехов, сходных, с ними; см. выше), при условии покаяния может быть «заблокировано» медитативной практикой «ви́дения» Четырёх благородных истин (см. ниже) и йогическим созерцанием. Параллельно с этим следует практиковать «благие дхармы» — благие состояния сознания, которые устраняют приток аффектов (клеша) и проявление неблагих предрасположенностей, что исключает возможность созревания (випака) неблагих кармических «семян» (биджа) и появлению их плодов (пхала):
1. Вера (спокойная ясность сознания, прочная основа для поддержания устремленности к истине, к постижению природы реальности).
2. Прилежание (возделывание обретенных ранее благих состояний сознания и осуществление их на практике).
3. Гибкость (противостояние косности, готовность к действию).
4. Невозмутимость (противоположна аффективной нестабильности).
5. Скромность.
6. Не-алчность.
7. Отсутствие ненависти.
8. Ненасилие.
9. Энергия (неутомимость в практике).

Считается, что практика благих дхарм способствует «исправлению кармы».

##### Услуги мошенников-«кармоделов»
В соответствии с буддийской доктриной, исправить (исчерпать) извне кармические следствия чужих деяний невозможно. Разные авторы всевозможных методик «диагностики», «исправления» и «коррекции» кармы утверждают, что обладают властью посредством внешнего «энергетического» воздействия на своего пациента «улучшить» его карму. В результате чего он якобы резко выздоровеет, сохранит счастливое супружество, привлечет новых сексуальных партнеров, обретет успех в бизнесе, а завистники и враги вообще умрут. Однако такие магические услуги приводят только к взращиванию алчности, вражды, невежества и являются по буддийским представлениям неблагим видом деятельности. Не имея настроенности на преодоление аффектов — подлинной причины несчастий, пациенты «кармоделов» привязываются к необоснованным надеждам на «улучшение кармы» чужими руками. Обращение к такого рода «специалистам» может обеспечить только приращение страдания как в этом, так и в будущих рождениях.
Буддийская каноническая традиция предписывала изгонять из общины лжецов, объявивших себя ясновидящими, способными изменять карму других.

## Четыре благородные истины как основание для буддийской этики
Четыре благородные истины составляют сущность буддийского учения. Эти истины Будда провозгласил в своей первой проповеди близ города Варанаси (Бенаресская проповедь). Они являются фундаментом как для онтологии, так и для этической доктрины буддизма. Первая истина, истина о страдании, гласит, что все уровни и формы существования, включая божественный, пронизаны страданием. Страдание есть фундаментальная характеристика бытия как такового. В чем же причина страдания? Об этом говорит вторая истина. Страдание коренится в трех видах желания: жажде наслаждения, жажде бытия, жажде небытия. Все эти желания, намерения являются двигателями кармы, источником новых и новых рождений. Третья истина о прекращении причины страдания. Буддолог Торчинов сравнивает эту истину с благоприятным прогнозом: 
«Как врач, сообщающий больному благоприятный прогноз, Будда утверждает, что несмотря на то что страдание пронизывает все уровни сансарического существования, тем не менее существует состояние, в котором страдания больше нет, и что это состояние достижимо. Это и есть нирвана». 
О том, как достичь нирваны, говорит четвёртая благородная истина.
Цель буддизма — выйти из круга сансарического существования, прекратить череду рождений и смертей. Буддийская этика ценна не сама по себе (как например, кантовский императив), а лишь постольку, поскольку способствует очищению кармы и достижению нирваны. Будда сам призывал не верить ему на слово, но эмпирически проверить его учение. Его этика носит утилитарный, практический характер. Наряду с йогическими и ментальными практиками, нравственность является частью восьмеричного пути, ведущему к спасению.

### Срединный восьмеричный путь
Срединный путь — это метод духовного совершенствования, открытый Буддой Шакьямуни и провозглашенный им путем к освобождению (мокша) от перерождений (сансара) и достижению нирваны. В классической формулировке срединный путь противопоставляется двум крайностям:
- Гедонизм: погруженность в желания, связанные с мирскими наслаждениями.
- Чрезмерный аскетизм: жизнь в самоистязании.

Первую крайность Будда характеризовал как низкую, темную, заурядную, неблагую, бесполезную; вторую — как исполненную страдания, неблагую, бесполезную. Срединный путь называется «восьмеричным» потому, что он состоит из восьми ступеней или этапов.
Восьмеричный путь, изложенный в четвёртой благородной истине, делится на три больших этапа: этап мудрости (праджня), этап нравственности (шила), сосредоточения (самадхи). В контексте буддийской этики нас интересует второй этап (шила), состоящий из трёх ступеней.
II. Этап нравственности:
1. Правильная речь — избегание лжи, клеветы, лжесвидетельства, брани, распространения слухов и сплетен, питающих вражду.
2. Правильное поведение. Миряне принимают минимум обетов (пять заповедей, о них было выше), способствующих накоплению благой кармы; у монахов и монахинь обетов гораздо больше (см. выше), обеты монахов ориентируют не на улучшение кармы, а на ее полное преодоление и достижение нирваны.
3. Правильный образ жизни. Буддист должен воздерживаться от занятия любой формой деятельности, несовместимой с правильным поведением; то же, что «правильное поведение», но взятое в социальном измерении. Предполагается отказ от распространения алкоголя и наркотиков, от занятий проституцией и профессиями, связанными с обманом, отказ от торговли живыми существами (людьми и животными), мясом, ядами и оружием[146] (вместе с тем буддизм не запрещает мирянам служить в армии, поскольку армия рассматривается как средство защиты живых существ, тогда как торговля оружием провоцирует конфликты)[145].

Некоторые буддисты считают, что три блока практики восьмеричного пути должны осуществляться в следующем порядке: вначале этап нравственности (шила), потом сосредоточение (самадхи, соответствует практике шаматха) и ступень мудрости (праджня, соответствует випашьяне).

## «Яды ума» и «противоядия» от них

### Омрачения ума
Клеща или клеша (санскр. kleśa, пали kilesa, тиб. nyon mongs, омрачение, загрязнение, «яд ума», врожденная мешающая эмоция) — установки сансарного сознания, реализуемые в неблагих действиях (в том числе в речи и мыслях), обеспечивающие перевоплощения и страдания (дукха). Основопологающее понятие в буддийской теории сознания, означающее склонности и пристрастия, которые заставляют человека совершать плохие поступки, лгать и злословить, испытывать алчность, зависть, ненависть и быть эгоистом На искоренение клеш обращена психотехническая стратегия буддизма.
В палийской «Акусала-мула-сутте» (Ангуттара-никая, 3.69) указываются три «неблагих корня», способствующие перерождению в низком состоянии:
1. Лобха (жажда).
2. Доса (злоба).
3. Моха (заблуждение).

В целом, вся буддийская моральная дисциплина (шила) направлена на «искоренение» этих трех «корней». Уничтожение трех корней неблагих деяний посредством буддийской йоги ведет к прекращению влечения к мирской жизни и достижению состояния архата.
В Тхераваде принята с различными вариациями схема десяти клеш:
1. Вожделение.
2. Отвращение.
3. Неведение.
4. Гордыня.
5. Ложные взгляды.
6. Сомнения в учении.
7. Тупость.
8. Самонадеяность.
9. Бесстыдство.
10. Безнравственность.

В буддизме махаяна принята более экономичная и продумананная система. В матриках текста «Падартха-дхарма-санграха» приведены две классификации клеш:
Матрика XXX: клеши базовые (клеша-махабхумика) и сопровождающие (упаклеша-бхумика):
1. Ослепление (моха).
2. Беспечность (прамада).
3. Лень (каушидья).
4. Неверие в учение (ашраддхья).
5. Расслабленность (стьяна).
6. Взволнованность (ауддхатья).

Матрика LXVII, нормативный список:
1. Вожделение (рага).
2. Гнев (пратигха).
3. Самомнение (мана).
4. Неведение (авидья).
5. Ложные взгляды (кудришти).
6. Сомнение (вичикидса).

Буддийский философ Васубандху (IV в.) в сочинении «Абхидхармакоша» называет неведение (авидья) корневой клешей.

### Четыре совершенных состояния
В своих этических проповедях буддисты не столько запрещали, сколько предлагали. Особенный упор делался на проповеди четырёх совершенных состояний:
1. Майтри — любовь[153][154][155], благожелательность по отношению ко всем живым существам; желание, чтобы они были счастливы[154].
2. Каруна — беспредельное сострадание[155][156], распространяемое на все живые существа всех сторон света[156].
3. Мудита — cимпатическая радость[157] или сорадование[155][156].
4. Упекша — уравновешенность[156][157], беспристрастие[155], равное беспристрастное отношение, невозмутимость[158].

Данные четыре благие состояния, называемые «брахма-вихара» (обители Брахмы), упоминаются в ряде сутт Мадджхима-никаи и Ангуттара-никаи. Будда рекомендовал для достижения освобождения взращивать и развивать эти состояния, отбросив омрачения ума. Четыре брахмавихары содержатся в нормативном списке объектов медитации в «Висуддхамагге» Буддхагхоши. Также в буддизме считается, что обретение этих «четырех беспредельных» обеспечивает перерождение в мире небожителей (дэвов). В сутре «Высшая сущность» объясняется следующая особенность:
Добросердечие (майтри) и три остальных [чувства], не наполненные зарождением бодхичитты, становятся лишь причинами для счастья в мирах сансары, и поэтому называются четырьмя обителями Брахмы (брахмы-вихары).

Проникнутые же побуждением бодхичитты, они становятся причинами для нирваны, а потому называются четырьмя безмерными.

## Особенности этики различных направлений буддизма

### Тхеравада
Тхеравада является преимущественно монашеской формой буддизма. Строго говоря, в рамках этой традиции только монахи и могут считаться буддистами в собственном смысле этого слова. Лишь монахи могут обрести нирвану. На долю мирян остается только улучшение своей кармы через совершение добрых дел и накопление заслуг, обретенных благодаря поддержке и содержанию сангхи. Но если миряне могут ограничиться лишь исполнением пяти заповедей, то для монахов разработано множество уставов, регламентирующих их деятельность.
Архат (санскр. достойный, уважаемый, знаменитый) — религиозный идеал тхеравады, цель устремления монашества. Архатство — высшая степень святости, после достижения которой уже не будет новых рождений. Архат — это «будда после будды».

### Махаяна
Религиозным идеалом для «большой колесницы», является не архат, а бодхисаттва. Двумя главными и определяющими качествами бодхисаттвы становятся мудрость (праджня) и сострадание (каруна). В чем же отличие бодхисаттвы от архата? Бодхисаттва — это архат, который из сострадания ко всем живым существам не уходит в нирвану, а вновь и вновь перерождается, неся на себе бремя Дхармы (Скорее всего тут вместо Дхармы должно быть слово Сансара). Таким образом, сострадание становится главной ценностью махаяны. Но сострадательная миссия бодхисаттв не есть мирской альтруизм или благотворительность. Ее цель сугубо религиозна и сотериологична — освобождение страдающих существ от уз циклического существования чередующихся рождений-смертей со всеми его муками и скорбями

Вместе с тем, Бодхисаттва может нарушить любые нравственные предписания, если «видение» и искусность в средства обращении подскажут ему, что так он надежнее переправит другие существа через океан сансары. Торчинов приводит фрагмент, отражающий парадоксальность этики махаяны: 
«Два великих монаха-йогина плыли из Индии на Ланку и везли с собой много золота на строительство на Ланке буддийской ступы. Об этом прознала команда корабля и решила убить монахов, чтобы завладеть золотом. Монахи благодаря своим телепатическим способностям узнали об этом и решили защищаться. Они рассудили так: если эти матросы убьют монахов — бодхисаттв, они совершат ужасный поступок, из-за которого они наверняка попадут в ад авичи, а население Ланки останется без ступы, которая тоже нужна для его совершенствования. Поэтому монахи и их сопровождающие первыми напали на матросов, повязали их и бросили в море. Побудительным мотивом такого, казалось бы, жестокого поступка было сострадание как к самим матросам (чтобы спасти их от адских мук), так и к жителям Ланки, которые могли остаться без буддийской святыни».
Особую роль в махаяне приобретает концепция парамит. Слово «парамита» означает «совершенство», но в традиции оно обычно истолковывается в духе народной этимологии как «переход на другой берег»; таким образом, в буддизме парамиты осмысляются как трансцендентные совершенства, или «совершенства, переводящие на другой берег существования». К парамитам относят:
1. Щедрость (дана)
2. Нравственное поведение в целом (шила)
3. Терпение (кшанти)
4. Усердие-стойкость (вирья)
5. Медитативная практик (дхьяна)
6. Мудрость (праджня)
7. Искусность в средствах обращения живых существ (упа каушалья)
8. Верность обету (пранидхана)
9. Могущество (бала)
10. Истинное знание (джняна)[166].

В ряде махаянских текстов в рамках практики сострадания и невреждения предписывается вегетарианство: «Махапаринирвана-сутра» (не путать с палийской «Махапариниббана-суттой»), «Ланкаватара-сутра», «Ангулимала-сутра», «Саддхарма-смритью-упастхана-сутра» (Сутра полной внимательности), «Брахмаджала-сутра» (третья «легкая» заповедь бодхисаттвы; не путать с палийской «Брахмаджала-суттой»).

### Ваджраяна
Ваджраяна утверждает, что главное преимущество ее метода — его чрезвычайная эффективность, «мгновенность», позволяющая человеку стать Буддой в течение одной жизни, а не трех неизмеримых (асанкхея) мировых циклов — кальп. Конечная цель в Ваджраяне та же, что и в махаяне — стать спасением всех живых существ от бесконечной череды рождений и смерти. Однако методы, используемые Ваджраяной для достижения просветления, значительно отличались от методов махаяны и тхеравады: 
«Махаяна (да и Хинаяна) прежде всего работали с сознанием, с тем тонким и поверхностным слоем психики, который характерен именно для человека и тесно связан с типом цивилизационного развития того или иного общества и его уровнем. И только постепенно просветляющее воздействие методов махаяны затрагивает более глубокие слои и пласты психики, очищая и преобразуя их. Иное дело Ваджраяна. Она прямо сразу начинала работать с темными пучинами бессознательного того „тихого омута“, в котором „черти водятся“, используя его безумные сюрреалистические образы и архетипы для быстрого выкорчевывания самих корней аффектов: страстей, влечений (порой патологических), привязанностей, — всего того, что могло и не осознаваться самим практикующим, бомбардируя, однако, его сознание „изнутри“. Затем только наступала очередь сознания, преображающего вслед за очищением темных глубин подсознательного». 
Ряд исследователей подчеркивает непривязанность «Алмазной колесницы» к нравственным запретам, стремление встать над оппозицией добра и зла. Мы привыкли, что буддизм хинаяны не видит разницы между женщиной и мужчиной, для Ваджраяны же человеческая сексуальность является одним из способов достижения состояния Будды. В сексуальной йоге тантр оргазм должен был переживаться максимально интенсивно, используясь в психопрактических целях для остановки концептуального мышления, ментального конструирования (викальпа), избавления от субъектно-объектной двойственности и перехода на уровень переживания абсолютного блаженства нирваны. Нужно подчеркнуть, что подобные практики несовместимы с монашескими уставами, о чем прямо писали крупнейшие авторитеты тибетской традиции, которые, однако, никак не осуждали мирян, практиковавших сексуальную йогу.